# Carcano (Fahrzeughersteller)

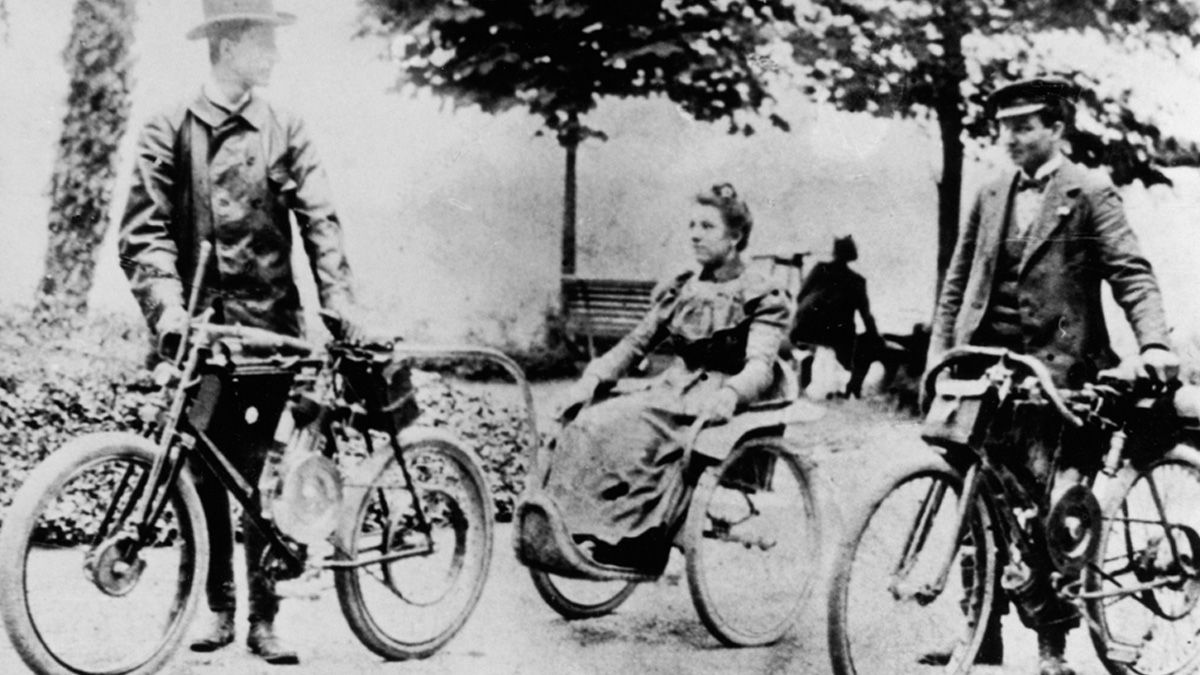
Michele Carcano und Carlo Maserati

Carcano war ein italienischer Hersteller von Motoren und Automobilen.

## Unternehmensgeschichte
Michele Alessandro Carcano gründete 1898 in Mailand das Unternehmen zur Produktion von Fahrrad-Hilfsmotoren. 1899 begann die Produktion von Automobilen. Einer der Mitarbeiter war Carlo Maserati. 1901 endete die Produktion.

## Motoren
Die Einbaumotoren für Fahrräder leisteten 0,75 PS. Diese wurden oberhalb der Pedalen im oberen Rahmendreieck montiert und trieben über einen Riemen das Hinterrad an.

## Fahrzeuge
Das Modell von 1900 hatte einen Motor mit 3 PS Leistung. Das Unternehmen stellte dieses Modell 1901 auf dem Mailänder Automobilsalon aus.